# 魏施特拉赫
魏施特拉赫是奥地利下奥地利州阿姆施泰滕县的一个市镇。总面积35.76平方公里，总人口2232人，人口密度61人/平方公里（2017年）。